# Andréa Parisy
Andréa Parisy (Levallois-Perret, 4 december 1935 – 27 april 2014) was een Frans actrice.
Ze speelde in films met onder anderen Lino Ventura, Bourvil, Brigitte Bardot, Charles Boyer, Jean-Paul Belmondo, Laurent Terzieff en Louis de Funès.

## Beknopte filmografie
- Escalier de service (1954)
- Bébés à gogo (1956)
- Cent mille dollars au soleil (1964)
- La Grande Vadrouille (1966)
- Le petit baigneur (1968)
- Mayerling (1968)
- The Favorite (1989)

- Biblioteca Nacional de España: XX1753699
- Bibliothèque nationale de France: cb14213873d (data)
- Gemeinsame Normdatei: 1061367975
- International Standard Name Identifier: 0000 0001 1946 695X
- Library of Congress Control Number: no2008033874
- Nationale Bibliotheek van Tsjechië: xx0184869
- Système universitaire de documentation: 148361668
- Virtual International Authority File: 12517018
- WorldCat: E39PBJm4QB8DGWBGwbHqFwjKVC